# Bobrowy Dom
Bobrowy Dom (również Dom nad Bobrem, Bobrzański Dom, Dom Zwirnera, Bobrowa Willa, niem. Boberhaus, Boberhaus-Jugendhof, Haus Zwirner, Knaben-Alumnat Fichteneck, Boberhaus Grenzschulheim der Schlesischen Jungmannschaft e. V) – willa w Lwówku Śląskim, wybudowana na początku XX wieku według projektu Hansa Poelziga. Pozostałości tego budynku znajdują się pod adresem Polna 1.

Plany budynku
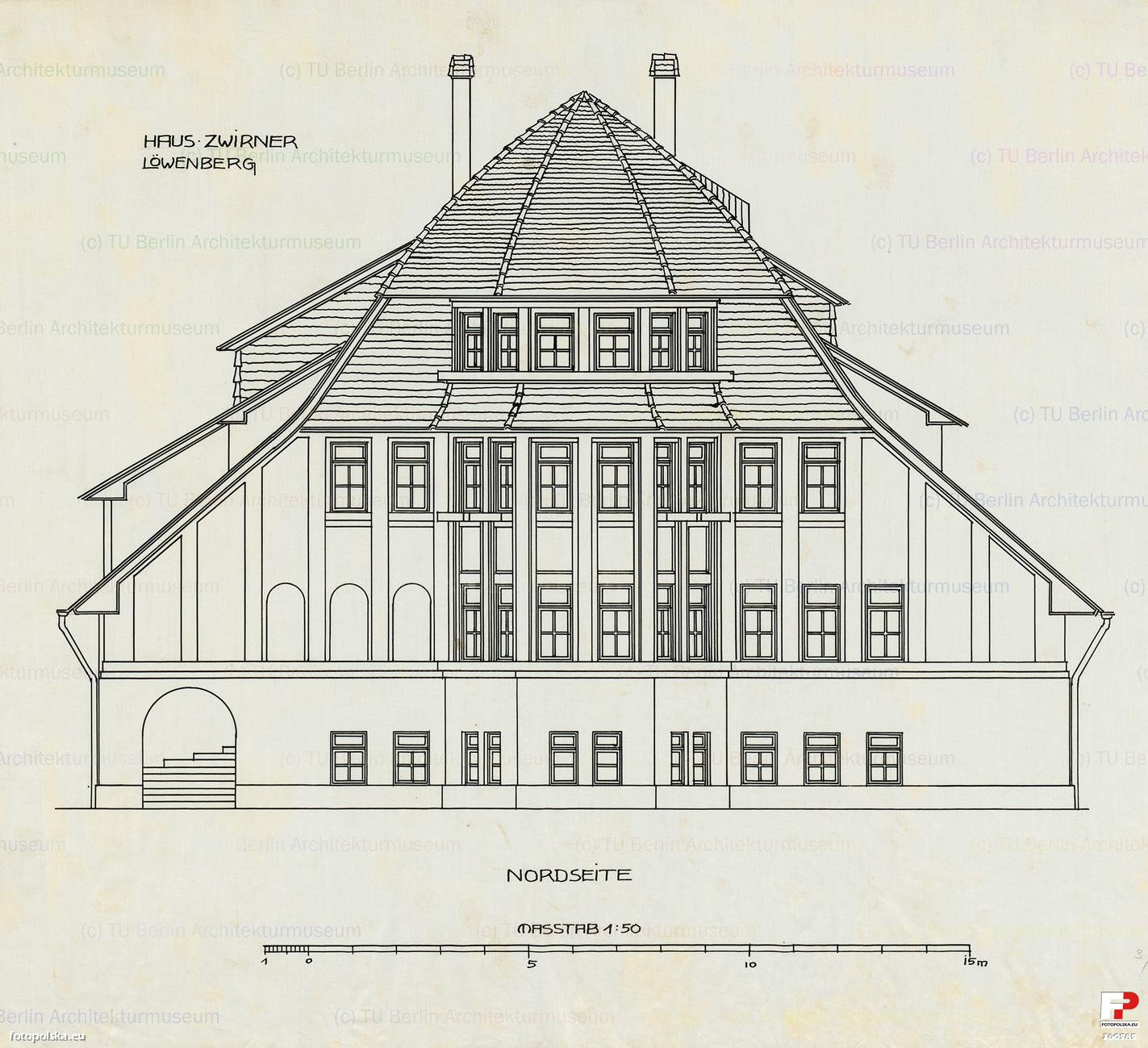
Elewacja północna
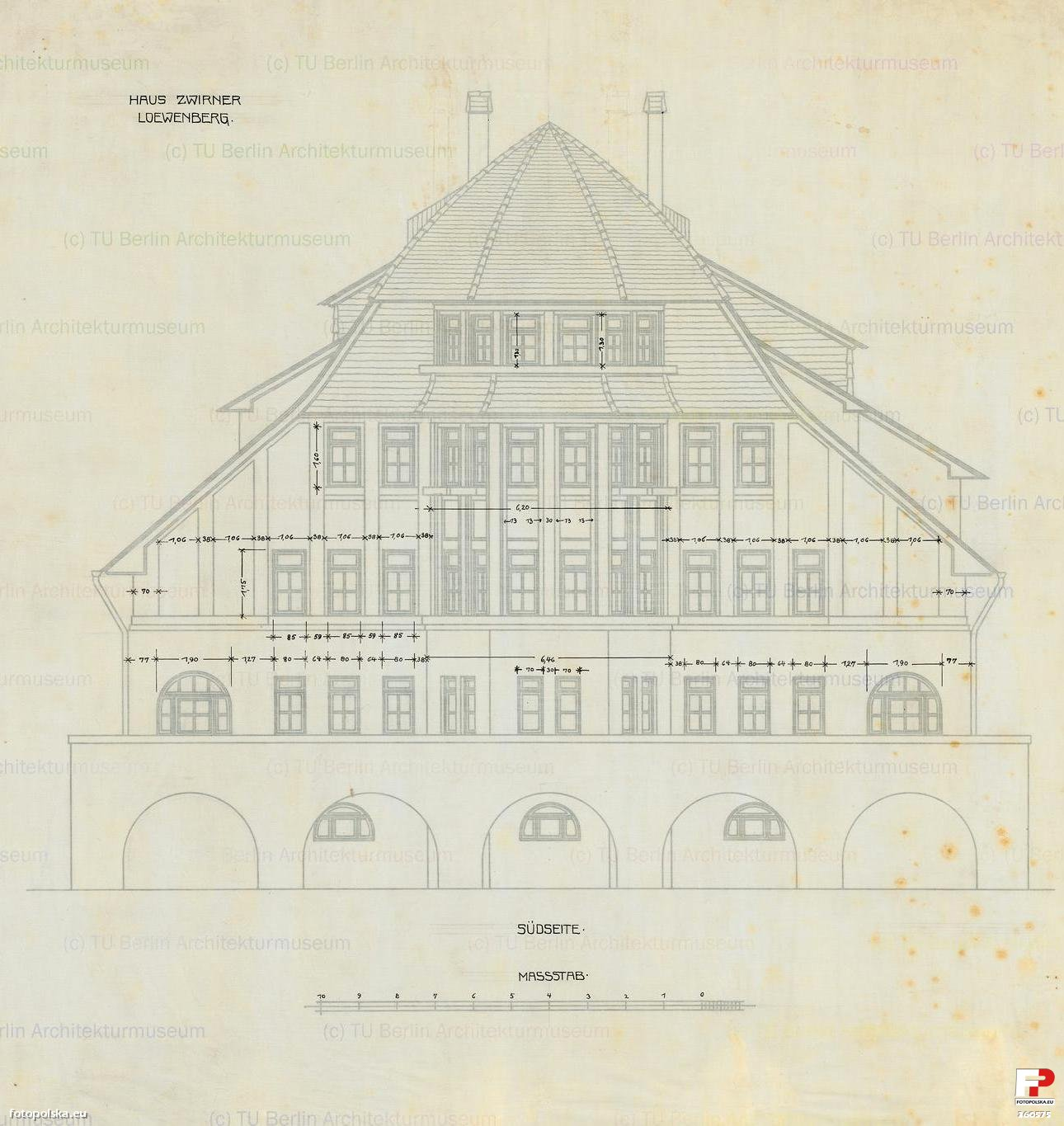
Elewacja południowa
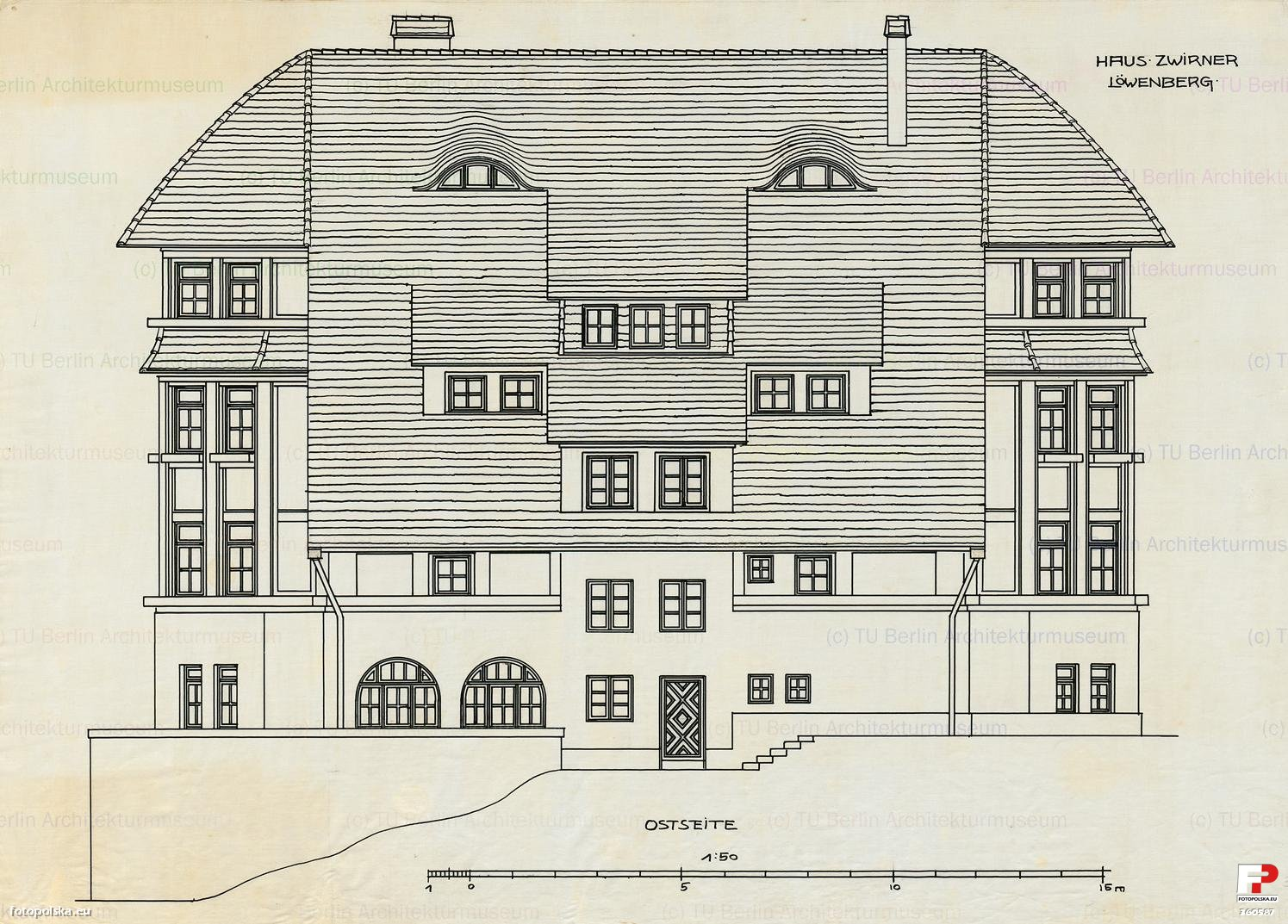
Elewacja wschodnia
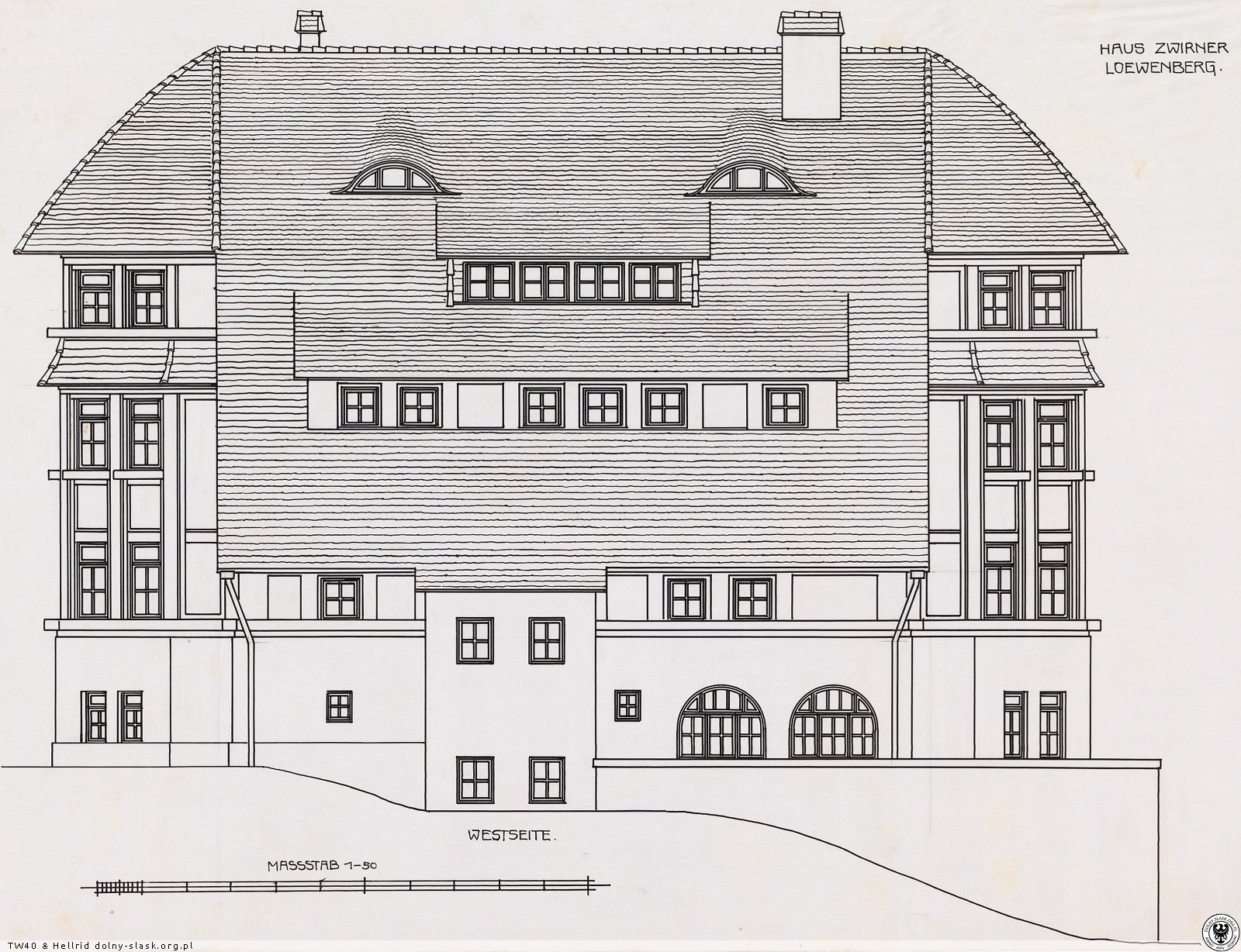
Elewacja zachodnia
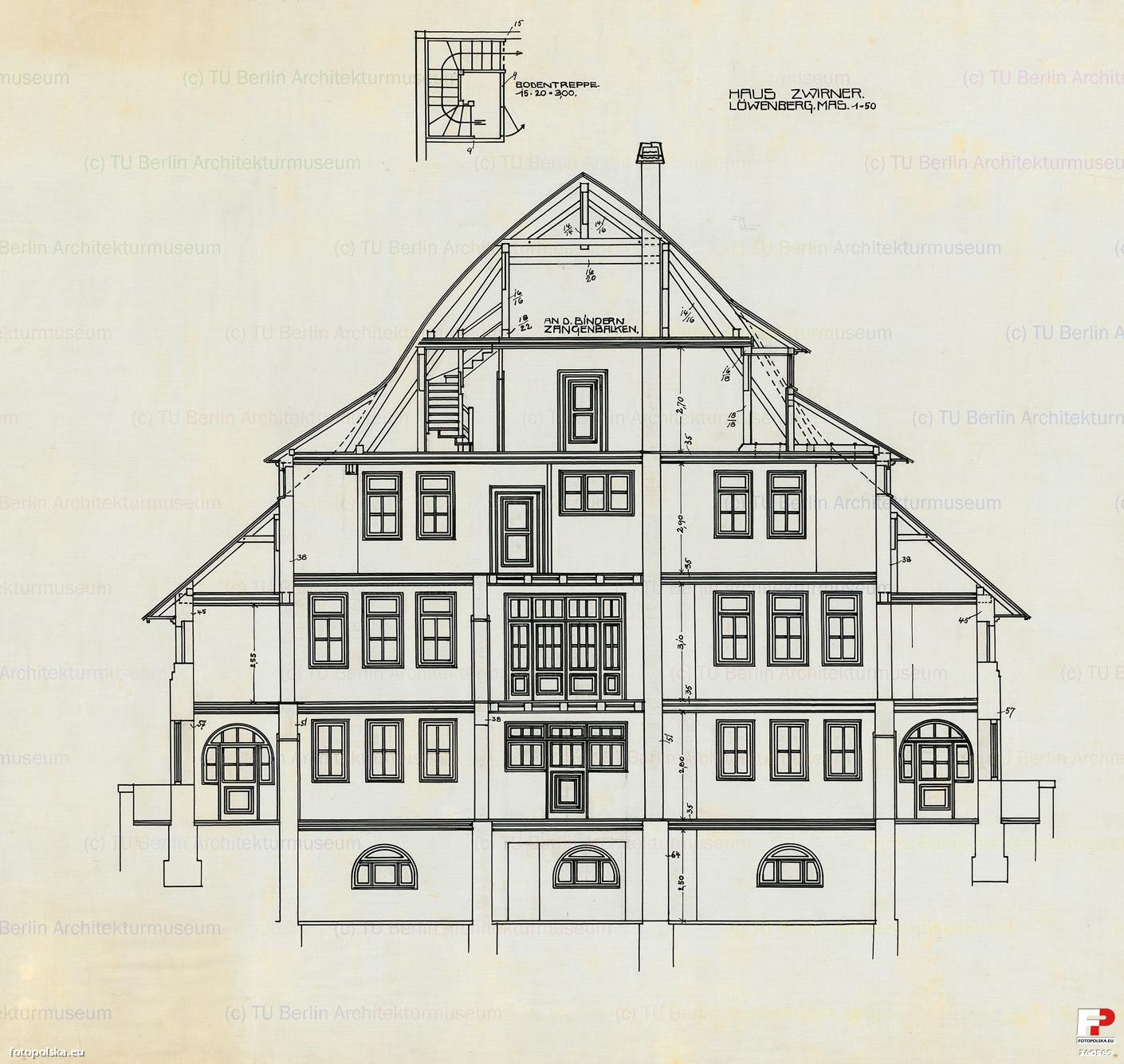
Przekrój pionowy

## Początki domu
W 1902 roku w Lwówku Śląskim pojawił się znany architekt, pozostający podówczas na stanowisku budowniczego rządowego, Hans Poelzig. Jego zadaniem było przygotowanie projektu przebudowy gotycko-renesansowego ratusza. 25 września 1905 roku prace przy jego przebudowie zostały ukończone. Uroczyste otwarcie ratusza odbyło się w obecności przedstawicieli władz prowincji, okręgu lwóweckiego, mieszkańców miasta oraz innych gości. Efekt zrobił wielkie wrażenie nie tylko na zaproszonych gościach. Wśród lokalnych mieszkańców znalazło się małżeństwo aptekarzy Zwirnerów, którzy postanowili przeznaczyć oszczędności swego życia na przygotowanie przez Poelziga domu ich marzeń. Miał on zostać postawiony na stoku wzniesienia, powyżej linii kolejowej Lwówek Śląski - Jelenia Góra. Miejsce nie było przypadkowe - z jednej strony rozciągała się panorama na miasto, z drugiej natomiast, na jedną z najpopularniejszych, przyrodniczych atrakcji Dolnego Śląska. Największe i w wielu przewodnikach uważane za najpiękniejsze zgrupowanie form skalnych na Pogórzu Izerskim nie bez przyczyny nazwano Szwajcarią Lwówecką.
Wstępny projekt wielkiego domu Hans Poelzig wykonał w połowie października 1909 roku, natomiast w kolejnym roku rozpoczęto prace budowlane. Reprezentacyjny dom, określany przez okolicznych mieszkańców Domem Zwirnera, składał się z siedmiu kondygnacji. Szeroka podmurówka podtrzymywała taras, na którym stała górna część budynku nakryta dachem siodłowym. W pobliżu przygotowano ozdobne alejki ogrodowe ze świerkowym parkiem. 
Dom służył również jako schronisko dla młodzieży. W budynku znajdowała się też niewielka wytwórnia likieru.
W roku 1914 lub jeszcze wcześniej Dom Zwirnera przekształcono na zakład, w którym zapewniano ubogim chłopcom bezpłatnie dach nad głową, opiekę i wyżywienie (niem. Knaben-Alumnat). Dla poprawnego funkcjonowania placówki, Max Zwirner, w 1910 roku zrezygnował z prowadzenia apteki. Po śmierci fundatora (1917), wdowa prowadziła zakład dla młodzieży jeszcze przez kilka lat by w końcu wystawić go na sprzedaż.  

## Ośrodek spotkań

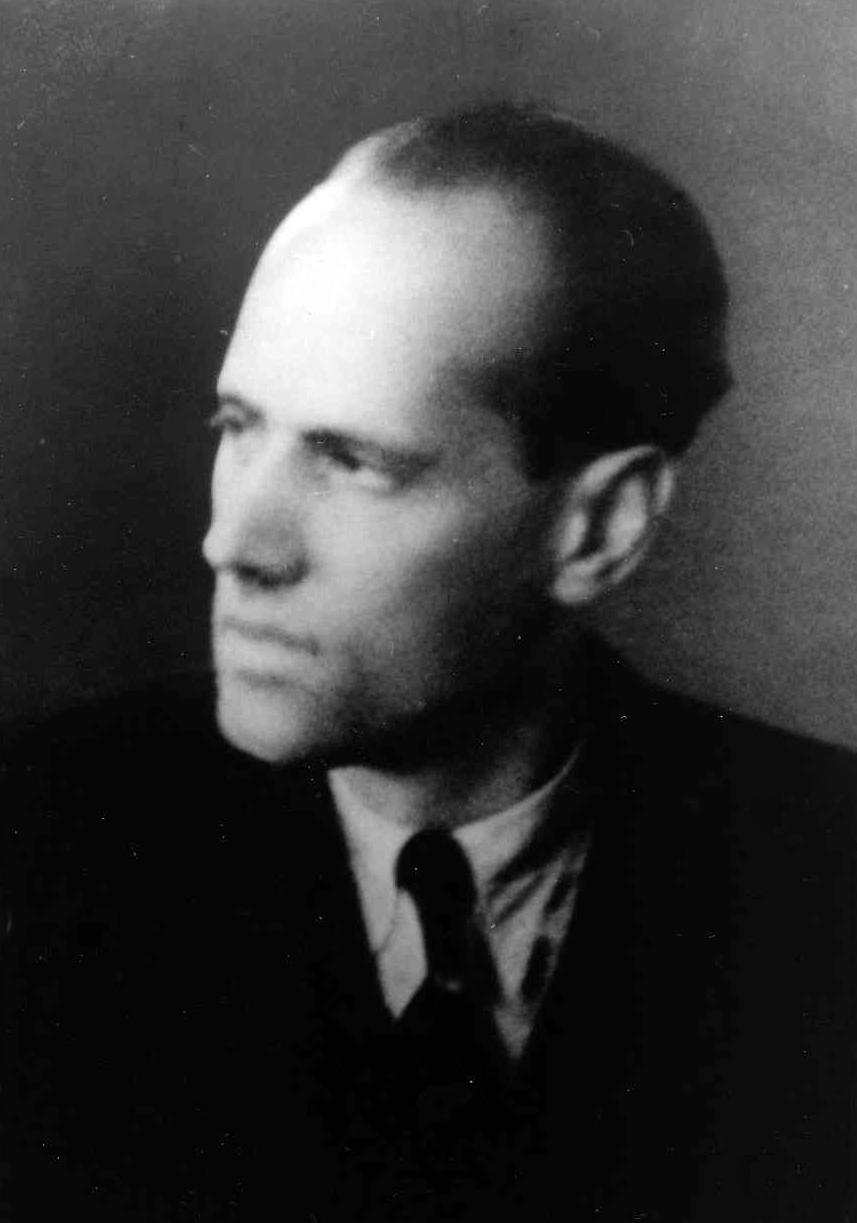
Helmut James von Moltke - założyciel organizacji „Krąg z Krzyżowej”

W 1927 roku utworzono tu ośrodek powstały w wyniku zapału młodzieży ze Schlesischen Jungmannschaft, powiązanej z organizacją młodzieżową Jugendbewegung. Na Śląsku ruch ten związany był z profesorem uniwersyteckim Eugenem Rosenstockiem. Studenci z Wrocławia ze Schlesischen Jungmannschaft określani mianem „Hufca akademickiego”, działając na terenie całego kraju, zebrali w semestrze zimowym 1925/26 wymaganą kwotę kapitału założycielskiego wysokości dziesięciu tysięcy marek. Następnie oczekiwali od władz państwowych wniesienia dalszych środków na kupno budynku. Po nabyciu lwóweckiego Domu nad Bobrem nastąpił cykl intensywnych spotkań w głównej mierze poświęconych sprawom socjalnym. Pierwsze rozmowy na temat założenia Lwóweckiego Związku Pracy toczyły się 14 września 1927 roku w pałacu w Krzyżowej, a potem 15-18 września w Bobrowym Domu i kolejnego dnia ponownie w Krzyżowej. Powstał tu obóz pracy dla młodzieży akademickiej i robotniczej ((pol.) Lwówecki Obóz Pracy; (niem.) Löwenberger Arbeitslager) mający na celu wszechstronny rozwój fizyczny i umysłowy uczestników poprzez sport, muzykę, śpiew, teatr, pracę fizyczną czy umysłową. Organizowano różnego rodzaju prelekcje czy dyskusje w grupach. W październiku 1927 roku hrabia Helmut James Moltke z Krzyżowej, wrocławski uczony Eugen Rosenstock i H. Dehmelem postanowili, że centralnym tematem obozu pracy będą różne problemy socjalne. Zjazd ten odbył się w dniach 14 marca - 2 kwietnia 1928 roku, a uczestniczyło w około sto osób należących do socjalistycznych i chrześcijańskich ugrupowań robotniczych i chłopskich. Na kolejnym spotkaniu zorganizowanym w dniach 18-19 kwietnia pojawili się: górnicy, przedstawiciele przemysłu tekstylnego i ceramicznego, członkowie izby rzemieślniczej, radcy krajowi, posiadacze majątków, sekretarze wszystkich związków zawodowych, nauczyciele wyższych uczelni, pedagodzy, przedstawiciele organizacji młodzieżowych oraz katoliccy i protestanccy duchowni. Wkrótce jednak nastąpił schyłkowy okres działalności lwóweckich obozów wychowujących poprzez pracę. O ile wcześniej nie było problemu z zapraszaniem do Lwówka osób zamieszkujących dalsze regiony i państwa, z czasem sytuacja ta uległa całkowitej zmianie. Próbowano ratować placówkę zmianą profilu nauczania. Przez kolejne dwa lata prowadzący Dom nad Bobrem szukał ratunku poprzez organizowanie rozmaitych kursów. Niestety, w latach 1930-1931 z powodu trudności finansowych nastąpiło zaniechanie tej inicjatywy, a po 1932 r. dom opustoszał. w 1936 r. budynek został przejęty przez Hitlerjugend.

## Czasy II wojny światowej
W 1942 roku „Dom nad Bobrem” przestał być schroniskiem Hitlerjugend, a jego wnętrza przeznaczono do zupełnie odmiennych celów, m.in. jako zakwaterowanie dla francuskich robotników przymusowych czy od 1944 roku jako prowizoryczny lazaret, w którym umieszczano rannych i chorych żołnierzy walczących na froncie wschodnim.
Jesienią 1932 roku Komisariat Rzeszy przeznaczył lwówecki ośrodek dla Ochotniczej Służby Pracy (FAD). Jej członkowie uczestniczyli głównie w pracach rolnych, leśnych i przy budowie dróg. Organizacja ta w 1933 roku została przekształcona w Służbę Pracy Rzeszy (RAD). Po objęciu w Niemczech władzy przez nazistów i wzroście znaczenia organizacji Hitlerjugend, podjęto działania zmierzające do przejęcia Boberhaus. W 1942 roku „Bobrzański Dom” przekształcono w miejsce zakwaterowania francuskich robotników przymusowych. Dwa lata później urządzono tutaj lazaret, w którym umieszczano rannych i chorych żołnierzy walczących na froncie wschodnim.

## Losy domu

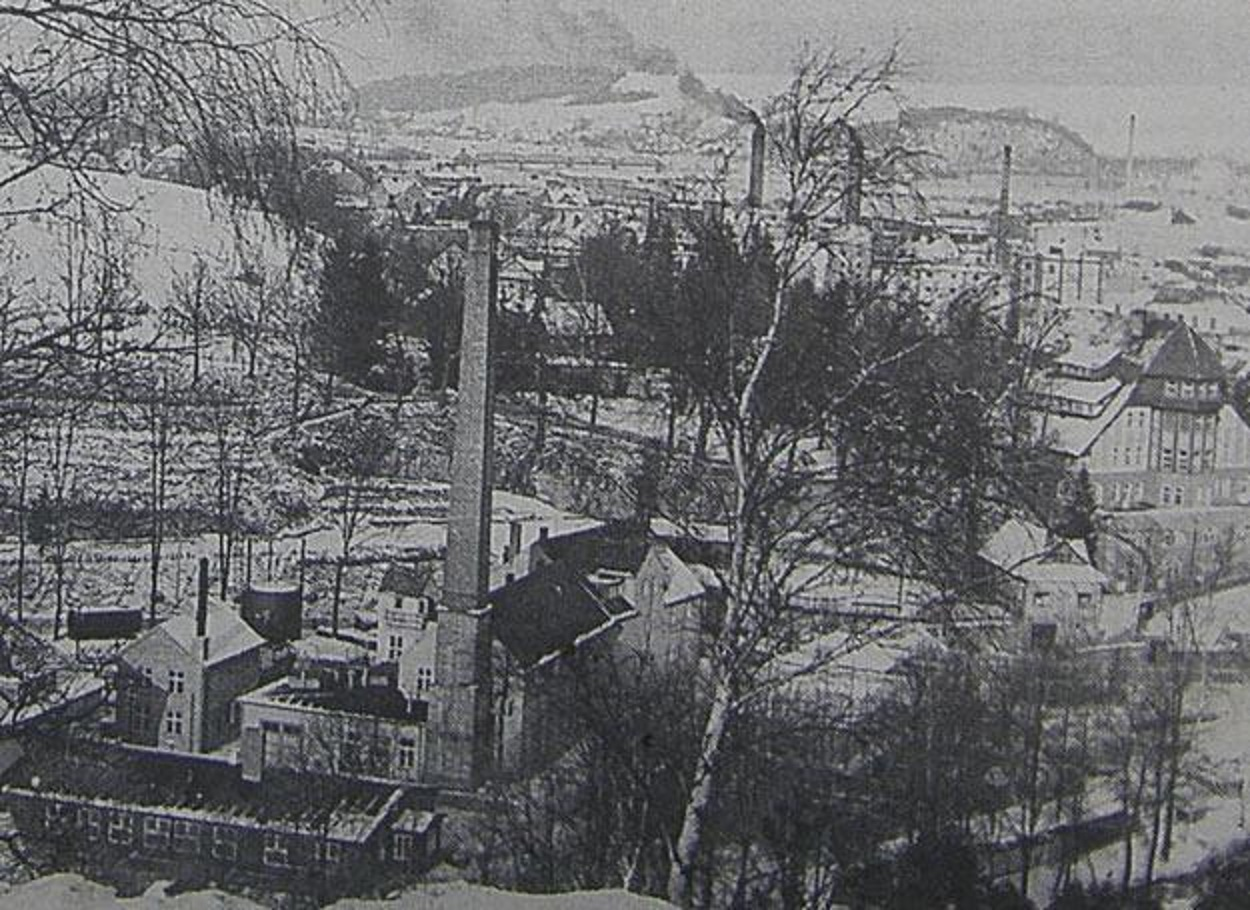
Willa Boberhaus i zakłady chemiczne Dr Wartha

Według najpopularniejszej opinii na początku lutego 1945 roku zanim Lwówek został zajęty przez oddziały rosyjskie, Boberhaus spalił się doszczętnie w wyniku wysadzenia w powietrze sąsiedniej fabryki chemicznej Dr Wartha. Jest to mało prawdopodobne z racji tego, iż budynek znajdujący się pomiędzy Bobrowym Domem a fabryką nie został uszkodzony nawet w najmniejszym stopniu.
Inna teoria mówi zbombardowaniu willi na rozkaz samego Adolfa Hitlera celem uśmiercenia ukrywających się tu spiskowców. Hrabia Helmut Jamesa von Moltke był założycielem organizacji „Krąg z Krzyżowej” ((niem.) Kreisauer Kris), tajnego stowarzyszenia mającego na celu wypracowywać plan porządku powojennego po upadku dyktatury hitlerowskiej. Kilka miesięcy później Gestapo zatrzymało hrabiego von Moltke, ponieważ część członków grupy uczestniczyła w przygotowaniach do zamachu na Hitlera z 20 lipca 1944 r.
Stanął on wraz z innymi członkami „Kręgu z Krzyżowej” przed tzw. trybunałem ludowym (niem. Volksgerichtshof), po czym w styczniu 1945 r. został skazany na śmierć przez powieszenie. Von Moltke nie był zwolennikiem zamachu na Hitlera, a ponadto uczestniczył w spotkaniach w Boberhaus na kilka lat przed dojściem Hitlera do władzy i zarazem kilkanaście lat przed stworzeniem niemieckiej opozycji antyhitlerowskiej w Krzyżowej, dlatego istnieje małe prawdopodobieństwo takiego przebiegu zdarzeń.
Najbardziej prawdopodobnym scenariuszem jest uszkodzenie budynku w ramach działań wojennych. Według nieżyjącego już świadka, polskiej pracownicy przymusowej, górna część domu została uszkodzona w wyniku trafienia w połowie lutego 1945 roku sowieckim pociskiem artyleryjskim. Uszkodzony i opuszczony budynek szybko ulegał dalszej destrukcji.  Z tej przyczyny, tuż po zakończeniu wojny, zapadła decyzja o rozbiórce i wywiezieniu materiału budowlanego na odbudowę stolicy.

## XX i XXI wiek

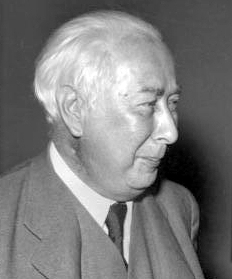
Theodor Heuss - prezydent Niemiec

W okresie powojennym do 1994 r. istniała organizacja Boberhauskreis, która informowała swoich członków za pośrednictwem biuletynów o swoich działaniach i angażowała się w politykę rozwoju. Wystawa w stadninie koni centrum konferencyjnego w Krzyżowej przypomina dziś o działalności Boberhauskreisu. W Kaiserslautern znajduje się archiwum Boberhaus. Obecnie władze Lwówka Śląskiego nie mają w planach odbudowy Bobrowego Domu, a teren, na którym stoją jego pozostałości znajduje się w posiadaniu osoby prywatnej.
Theodor Heuss w monografii poświęconej Hansowi Poelzigowi opisywał to miejsce jako budynek z szeroką podmurówką podtrzymującą taras, na którym stoi górna część nakryta dachem siodłowym. Silnie rzucały mu się w oczy fragmenty architektoniczne w wystającej części budynku, które podwyższały front budynku stwarzając miłe wrażenie, a mocne farby nadawały domowi, mimo swej ciężkości, pogodny ton.